# Alicia en el país de las maravillas (película de 1951)
Alicia en el país de las maravillas (Alice in Wonderland, en su título original en inglés) es el decimotercer título del canon de largometrajes animados de Disney. Basado en las célebres obras de Lewis Carroll Las aventuras de Alicia en el país de las maravillas y A través del espejo y lo que Alicia encontró allí, fue producido por Walt Disney para Walt Disney Productions, y se estrenó el 28 de julio de 1951, distribuido por RKO Pictures. En México se estrenó el 17 de enero de 1952 en el Cine Alameda. En España se estrenaría el 17 de abril de 1954 en los cines Palace y Pompeya de Madrid.

## Argumento
En la orilla del río Támesis en Londres, Inglaterra, Alicia una niña ilusa y solitaria se aburre escuchando a su hermana mayor leer en voz alta un libro de historia sobre el descubrimiento de América y Cristóbal Colón. En ese momento, Alicia habla sobre su pequeño mundo, en el que los libros tienen dibujos solamente, lo que es tomado como una tontería por su hermana. 
Alicia se siente en la necesidad de evadirse del aburrimiento y, de pronto, ve un conejo blanco que lleva un chaleco y un gran reloj de bolsillo. Ella lo persigue dentro de una madriguera, y cae en un agujero. Durante la caída ve pasar objetos cotidianos. En el fondo, ella sigue al conejo por una cámara grande, pero él se escapa a través de una puerta pequeña. El picaporte de la puerta sugiere que Alicia tome de una botella de marcado "bébeme". El contenido reduce a la niña a una pequeña fracción de su tamaño original. La puerta está cerrada, y la llave aparece en la mesa, que ella no puede alcanzar. El pomo de la puerta le muestra un cofre con una galleta marcada con un "cómeme". La galleta le hace crecer a tales dimensiones que su cabeza toca el techo. Alicia comienza a llorar y sus lágrimas inundan masivamente la habitación. El picaporte de la puerta señala que la botella "bébeme" todavía tiene un poco de líquido dentro, por lo que termina la última gota. Ella se vuelve tan pequeña que cae dentro de la botella. Tanto ella como la botella van a la deriva a través de la boca del ojo de la cerradura del picaporte de la puerta y sale al mar de lágrimas hecho por ella misma.
Ya en el País de las Maravillas, un mundo mágico muy extraño que viven animales que pueden hablar y habitantes locos pero amables y buenos, un Dodo llamado Mr. Dodo lidera un grupo de animales en una inútil carrera para secarse en medio del mar. Ya en tierra, Alicia se adentra en un bosque y encuentra a Tweedledum y Tweedledee, dos gordos hermanos gemelos que le cuentan la historia de "El señor Morsa y el Carpintero". Alicia, satisfecha con la historia, decide irse, pero Tweedledee y Tweedledum deciden contar otra historia, pero Alicia se escapa.
Alicia encuentra una casa, es la casa del Conejo Blanco, este la confunde con Mary Ann. Le ordena a Alicia buscar sus guantes. Dentro de la casa, Alicia come una galleta, que dice "Cómase una" o Cómeme". Ella se hace tan grande que se queda atrapada en el interior de la casa, con las piernas y brazos asomando por puertas y ventanas. Vuelve a aparecer Mr. Dodo, y después la lagartija deshollinadora Bill, que intentan sacar a la niña a través de la chimenea, pero ante el primer fracaso, a Dodo se le ocurre quemar la casa. Alicia se come una zanahoria en el jardín y se reduce a tres pulgadas de alto con lo que escapa y va tras el conejo, pero ahora es tan pequeña que no logra seguirlo.
Ahora Alicia deambula por un jardín de flores gigantes que hablan y que en un primer momento la reciben con una canción, pero luego la preguntan sobre su origen y acaban despreciándola por falta de linaje, así pues Alicia se va.
Encuentra un rastro de humo de colores, que le lleva a hablar con el Señor Don oruga, que fuma; esta se convierte en una mariposa, aunque no antes de dar su consejo secreto sobre la seta en la que está sentado, explicándole que un lado la hará crecer y el otro la hará reducir. Alicia saca dos piezas y mordisquea alternativamente una, y la hace crecer a grandes dimensiones, lo que provoca que un pájaro la confunda con una serpiente, dándose cuenta de que el lado que comió la hace crecer, y por el otro la disminuye, come de ese lado, y se reduce nuevamente al tamaño pequeño, lame el trozo de la seta que la hace crecer, hasta que finalmente se vuelve a su tamaño normal y guarda los pedazos en el bolsillo del delantal.
En el bosque hay decenas de señales y Alicia no cuál seguir, Alicia se topa con el gato de Cheshire (gato Risón en Hispanoamérica), un gato con sonrisa inquietante que puede hipnotizar y también puede desaparecer y reaparecer a voluntad, le indica por dónde fue el conejo blanco y le dirige al jardín de la Liebre de Marzo, que está celebrando su fiesta de "no cumpleaños" junto con el Sombrerero Loco y el Lirón. Alicia, tras sufrir la excentricidad y rudeza de estos personajes, vuelve a aparecer el conejo blanco, pero los anfitriones lo expulsan. Alicia, que trata de seguirlo una vez más, se pierde, entre las criaturas extrañas del bosque Tulgey, y finalmente se rinde y desea regresar a casa, abandonando su búsqueda del conejo blanco. El gato de Cheshire vuelve a aparecer, hace mención a la Reina de Corazones y le muestra el camino a su reino en el País de las Maravillas.
En el laberinto de setos del jardín, Alicia pregunta a algunas cartas que pintan de rojo las rosas blancas. Entonces el Conejo Blanco anuncia la llegada de la Reina de Corazones, el Rey de Corazones, y un ejército de cartas, la  Reina de Corazones ve las rosas blancas pintadas de rojo y pide que envíen a los culpables a degollar. La  Reina de Corazones invita a Alicia a un extraño juego de croquet en que unos flamencos son utilizados como mazos, erizos como pelotas, y soldados de la baraja como arcos. La  Reina de Corazones gana debido a que los soldados cambian su posición para favorecer que el erizo pase por debajo de si, y Alicia tiene problemas con su mazo-flamenco y los soldados evitan que el erizo pase bajo ellos. En ese momento aparece el gato de Cheshire, que provoca una burla a la  Reina de Corazones y esta cree culpable a Alicia y la ordena degollar. El Rey de Corazones propone que Alicia sea sometida al juicio en su lugar. En el juicio, en presencia de la corte real de la  Reina de Corazones y del Rey de Corazones, este pide la comparecencia de testigos, apareciendo la liebre, el sombrerero y el lirón, que causan un gran alboroto, empeorando la situación de Alicia. Entonces se acurda de los dos pedazos de seta y se los come, lo que la hace crecer a proporciones gigantescas. Con este tamaño, Alicia regaña a la  Reina de Corazones aterrorizada por su comportamiento temerario, pero luego empieza muy pronto a retroceder a un tamaño normal, lo que vuelve a dar valor a la  Reina de Corazones y la condena a "¡Que le corten la cabeza!". Todos los guardias de la  Reina de Corazones la persiguen pero la persecución se torna una locura, donde vuelve a encontrarse con otros personajes de este extraño viaje.
El humo de la oruga crea un pasadizo donde Alicia vuelve a encontrarse con el picaporte parlanchín de la pequeña puerta, que le dice a Alicia que él todavía está cerrado y que ella ya está afuera. Mirando a través de la cerradura, Alicia se ve a sí misma durmiendo junto con el árbol. Mientras la  Reina de Corazones y el Rey de Corazones se acerca para matarla, ella grita, "¡Alicia, Alicia!" a sí misma, que duerme, hasta que despierta del sueño y oye la voz de su hermana, que le pide a Alicia que recite la lección. Alicia se acuerda de lo que le dijo el Señor Don Oruga, pero su hermana no comprende de lo que Alicia habla, y desiste dando por concluida la jornada y volviendo a casa por ser ya la hora de merendar.

## Producción
No fue una sorpresa que Walt Disney realizara una película basada en Alicia en el país de las maravillas. La historia se remonta a 1923, cuando Walt Disney aún era un joven de 22 años que intentaba abrirse camino como realizador en Kansas City. Cuando su primera serie de historietas animadas cortas fracasó, decidió crear otras historias cortas basadas en la obra de Lewis Carroll, que mezclaban animación con personajes reales, protagonizadas por Virginia Davis, que interactuaba con los dibujos. Al ver que tampoco recibía el éxito esperado, Walt Disney decidió dejar Kansas para convertirse en un director de acción real en Hollywood.
Después de meses intentado infructuosamente encontrar trabajo en películas de acción real, Disney se unió a su hermano mayor Roy para fundar Disney Brothers Studios y crear historietas animadas. El distribuidor independiente M. J. Winkler vio las historias cortas de Alicia de 1923 y les propuso crear una nueva serie de cortos. Walt contactó con todo el equipo de Kansas con los que había trabajado anteriormente y entre 1924 y 1926, los estudios Disney Brothers produjeron más de cuarenta historias de las Comedias de Alicia. El éxito de esta série de películas mudas estableció a Disney como productor y así pudo crear a Mickey Mouse, su primer gran éxito arrollador en su triunfal Steamboat Willie.
Walt Disney primero pensó en llevar a la pantalla la historia de Alicia en el país de las maravillas para crear la primera película de animación, en lugar de Snow White and the Seven Dwarfs. La idea original era mezclar animación con acción real, al igual que en la serie de los años 20, e incluso se hicieron test de pantalla con Mary Pickford como Alicia. Finalmente esta idea fue desechada cuando se anunció una versión de Alicia estrenada en 1933 con guion de Joseph L. Mankiewicz y un elenco de grandes estrellas entre las que estaban Gary Cooper y Cary Grant.
Walt Disney nunca abandonó la idea de crear su versión de la historia. Después del enorme éxito de Snow White and the Seven Dwarfs, en 1938 el realizador registró el título de la obra de Lewis Carroll. Empezó a trabajar rápido en su versión, pero la devastación económica que supuso la Segunda Guerra Mundial y los relativos fracasos de Pinocho, Fantasía y Bambi, dejaron el proyecto de Alicia a un lado. Después de la guerra, en 1945, Disney propuso de nuevo una versión mezclando animación e imagen real que podría ser protagonizada por Ginger Rogers, tomando la técnica usada en la película Los tres caballeros. Esta idea también falló, y en 1946 se empezó a crear una versión totalmente animada de Alicia, con una dirección artística basada enteramente en las famosas ilustraciones de John Tenniel, el mismo que ilustró la primera edición de la historia. Se empezaron a crear storyboards, pero Disney no estaba satisfecho con los resultados y nuevamente propuso otra versión de animación/imagen real protagonizada por la joven Luanna Patten (quien ya actuó en otras películas de Disney, como Fun and Fancy Free y Canción del sur).
A finales de los 40, ya se trabajaba en una versión enfocada hacia la comedia, que fuera un espectáculo musical opuesto a la rigidez de los libros pero fiel a la historia, y finalmente, en 1951, Walt Disney estrenaba su versión de Alicia en el país de las maravillas. La versión final sigue la tradición de otras películas Disney como Fantasía, Bambi o Los tres caballeros, pero opuesto en muchos sentidos a la narrativa mostrada en Blancanieves o La Cenicienta. Crear una película fiel en su totalidad al libro hubiera sido prácticamente imposible, por la literatura mostrada en la historia de Carroll con situaciones tan disparatadas y tantos personajes, así que Walt Disney eligió enfocar su versión hacia su propia fantasía usando la prosa del escritor.
Otra importante decisión fue elegir el estilo de la película. Después de ver lo difícil que hubiera sido llevar las ilustraciones de Tenniel a la pantalla, se optó por transformarlos y reinventar los personajes principales. La artista Mary Blair se encargó del diseño del País de las Maravillas creando un mundo reconocible pero decididamente irreal. Creó un diseño lleno de color en uno de sus filmes más notables.
Finalmente Disney encargó componer varias canciones siempre basadas en versos y poemas del libro original. Un número récord de canciones fueron escritas para ser usadas en el filme, algunas apareciendo solo unos segundos en la película.

## Estreno: reacciones y críticas
Todas estas decisiones creativas fueron recibidas con gran rechazo entre los incondicionales de la obra de Lewis Carroll, los críticos literarios y de cine británicos acusaron a Disney de "americanizar" una gran obra de la literatura inglesa. Disney no se sorprendió por la recepción crítica de Alicia en el país de las maravillas -su versión estaba creada para una audiencia familiar, no para críticos expertos literarios- pero a pesar de todos los años de esfuerzo, la película tuvo una fría acogida en taquilla y fue una gran decepción en su estreno inicial. Aunque no fue un absoluto desastre, el filme nunca fue reestrenado en cine mientras Walt Disney vivió, pero sí que fue pasado varias veces por televisión, de hecho fue la primera película Disney estrenada en televisión el 3 de noviembre de 1954 en la ABC. Walt dijo que la película falló porque a Alicia le faltaba corazón, y era difícil que la audiencia se sintiera identificada con ella. El historiador y crítico de cine Leonard Maltin relata la opinión del animador Ward Kimball acerca del fracaso de la cinta: "Tuvo demasiados creadores y directores. Es el caso de cinco directores, cada uno intentando resaltar más sobre el otro, hacer su secuencia más memorable, más grande y más loca aún si cabe, esto hizo que el producto final se resintiera bastante".
Alicia en el país de las maravillas fue nominada a un Oscar a la mejor Banda Sonora y al León de Oro en el Festival Internacional de Cine de Venecia.
Fue la inspiración de los desarrolladores de Nintendo para gran parte del argumento de The Legend of Zelda: Majora's Mask, videojuego perteneciente a la franquicia del mismo nombre lanzado en el año 2000. El argumento del título toma varios elementos de la obra de Caroll, cómo que el personaje principal, Link, llega a un mundo paralelo al caer por un precipicio, tal como ocurre con Alicia al inicio de la novela.

## Reestrenos, mercado del vídeo y DVD
Dos décadas después del estreno y viendo el éxito en Norteamérica en 1968 de Yellow Submarine de George Duning, la versión Disney de Alicia en el país de las maravillas se puso de moda, por su estética acorde con los tiempos que corrían. También debido a la dirección artística de Mary Blair y a que la obra se asoció durante muchos años a "la cultura de la droga"; la cinta fue redescubierta como una obra importante -junto con Fantasía y Los tres caballeros- a tener en cuenta por muchos jóvenes hippies y vista en muchas universidades. Esta relación no le gustaba a la Disney, que incluso retiró la copias de las universidades, pero cuando en 1974, la compañía finalmente volvió a reestrenar en cines por primera vez Alicia en el país de las maravillas, la campaña de promoción estuvo claramente basada en motivos psicodélicos. Este reestreno gozó de suficiente éxito como para garantizar un nuevo estreno más adelante.
No obstante la película nunca fue un taquillazo ni un éxito en la línea de otros clásicos animados de Disney, por eso, con la llegada del mercado del vídeo a principios de los 80, Disney eligió esta cinta como uno de sus primeros títulos disponibles en Beta. La película fue lanzado en vídeo en 1981 y 1986 -fue masterizada en 1985 para el lanzamiento-. También fue editada en vídeo para el 40 aniversario dentro de la colección de los clásicos, y nuevamente en 1994 y 1999. Fue lanzada en DVD en la Región 4 en 1999 y en la Región 2 en el año 2000, y en una cuidada y restaurada edición de coleccionistas de dos discos en 2004.
En 1995 fue lanzado únicamente en Japón y para la videoconsola Super Nintendo el juego Alice No Paint Adventure, en el cual se podían pintar diferentes escenas de la película con el ratón de Snes y jugar a sencillos y educativos juegos con los personajes. Una versión en videojuego de la película fue lanzada para la Game Boy Color por Nintendo en 2000 en una fiel adaptación de la cinta para la consola. También en el videojuego Kingdom Hearts algunos personajes de la película tienen un protagonismo especial. Los personajes de la película también han hecho apariciones en varios otros videojuegos de Disney.
En 2010, coincidiendo con el estreno de la versión de Tim Burton, se lanzó una nueva edición de la película en DVD.

## Canciones
| Título en inglés                  | Título en español             | Intérprete                                                 |
| --------------------------------- | ----------------------------- | ---------------------------------------------------------- |
| In A World of My Own              | Mi País de Ilusión            | Kathryn Beaumont (Inglés)                                  |
| I'm late, I'm late                | Me Voy, Me Voy                | Bill Thompson (Inglés)                                     |
| The Caucus Race                   | La Carrera sin Final          | Camarata Chorus and Orchestra (Inglés)                     |
| The Walrus and the Carpenter      | La Morsa y el Carpintero      | Camarata Chorus and Orchestra (Inglés)                     |
| "Old father William"              | Mamá, ya estás vieja          |                                                            |
| Smoke the Blighter Out            | Lo vamos a incendiar          | Bill Thompson (Inglés)                                     |
| All in the Golden Afternoon       | La Fiesta en el Jardín        | Camarata Chorus and Orchestra y Darlene Gillespie (Inglés) |
| Twas Brillig                      | ¿Para dónde vas?              | Camarata Chorus and Orchestra y Darlene Gillespie (Inglés) |
| The Unbirthday Song               | Feliz No Cumpleaños           | Camarata Chorus and Orchestra y Darlene Gillespie (Inglés) |
| Very Good Advice                  | Lo que debo hacer             | Kathryn Beaumont (Inglés)                                  |
| Painting the Roses Red            | Las Rosas hay que Pintar      | The Mello Men y Kathryn Beaumont (Inglés)                  |
| Who's Been Painting My Roses Red? | ¿Quién pintó estas rosas así? | Verna Felton (Inglés)                                      |

Canciones escritas para la película pero no usadas:
- "Beyond the Laughing Sky" - de Alicia (reemplazada por "In A World of My Own"; esta melodía fue finalmente usada en Peter Pan con el título "The Second Star to the Right" (En español "Aquella estrella de allá")
- "Dream Caravan" - de la oruga (reemplaza por "A-E-I-O-U")
- "I'm Odd" - del gato risón (reemplazada por "Twas Brillig")
- "Beware the Jabberwock" - Coro, refiriéndose a una criatura - el Fablistanón - finalmente eliminada del guion.
- "So They Say" - de Alicia
- "If You'll Believe in Me" - del León y El Unicornio (Personajes eliminados).
- "Beautiful Soup" - de La Falsa Tortuga y El Grifo (Personajes eliminados).
- "Everything Has A Useness" - Canción en la que la oruga explica a Alicia el uso del champiñón.

## Doblaje al español
La dirección del doblaje en español (1951) estuvo a cargo del mexicano Edmundo Santos. Este doblaje es usado y distribuido en todos los países de habla hispana.
- Alicia: Teresa E. Rohde
- El Sombrerero Loco: Dagoberto de Cervantes
- La oruga/El Picaporte: Guillermo Portillo Acosta
- El Gato Rison: Irving Lee
- La Liebre de Marzo: Roberto Espriú
- La Reina de Corazones: Gloria Iturbe
- Tweedledee/El Lirón: Edmundo Santos
- Tweedledum/El Carpintero/Bill: Carlos Max García
- El Señor Morsa: Ciro Calderón
- El Conejo Blanco: Luis Manuel Pelayo
- Mr. Dodo: Salvador Carrasco
- La Hermana de Alicia: Carmen Donna-Dío
- El Rey de Corazones: Pepe Ruiz Vélez

## Premios

### Premios Óscar
| Año  | Categoría                                | Película       | Resultado |
| ---- | ---------------------------------------- | -------------- | --------- |
| 1951 | Oscar a la Mejor banda sonora - Adaptada | Oliver Wallace | Nominado  |